# Synneuron annulipes
Synneuron annulipes är en tvåvingeart som beskrevs av Lundstrom 1910. Synneuron annulipes ingår i släktet Synneuron och familjen reliktmyggor. Arten är reproducerande i Sverige. Inga underarter finns listade i Catalogue of Life.